# Liber historiæ Francorum
Le Liber historiæ Francorum (Livre de l'histoire des Francs ou La Geste des rois des Francs) est une chronique médiévale anonyme rédigée vers 727. Elle est d'abord nommée Gesta regum Francorum avant que Bruno Krusch (de) la republie en 1888 et la renomme Liber historiae Francorum — à ne pas confondre avec Historiæ Francorum Libri IV d'Aimoin de Fleury.
C'est la première source narrative historiographique franque à ne pas remonter, au début de son récit, aux origines du monde. L'auteur, peut-être un laïc de Neustrie, écrit sous le règne de Thierry IV (721-737). En 53 chapitres, il rapporte l'histoire des Francs en empruntant d'abord à Grégoire de Tours, puis diversifie ses sources. Les informations qu'il donne sont particulièrement importantes pour la connaissance du VIIe siècle. L'œuvre a davantage été diffusée au Moyen Âge que les récits de Grégoire de Tours ou la chronique de Frédégaire.

## L'auteur de la chronique
Il existe plusieurs versions du texte de la chronique. La plus ancienne est classiquement datée de 727 en raison d'une phrase qui conclut la chronique qui indique la « sixième année du roi Thierry ».
Une seconde version est postérieure de quelques années, qui ne signale plus qu'elle est rédigée sous le règne de Thierry IV. Cette seconde version a pour titre Incipit liber sancti Gregorii Toronis episcopi gesta regum Francorum, ce qui a eu pour conséquence de nommer la chronique par Gesta regum Francorum et de l'attribuer à Grégoire de Tours, à tort, étant donné que Grégoire de Tours est mort en 594.
Lorsque Godefroid Kurth analyse la première partie du Liber historiæ Francorum, et notamment les vingt et un ajouts topographiques, il remarque que les ajouts qui se sont révélés exacts concernent tous des lieux de l'Île-de-France, à l'exception d'un seul lieu. Les deux autres parties montrent également une bonne connaissance de cette région. Il en déduit qu'il a affaire à un auteur neustrien, probablement un moine qu'il situe à Saint-Denis.
À propos de sa personnalité, Godefroid Kurth pense que l'auteur du Liber historiæ Francorum est un moine légitimiste, favorable aux Mérovingiens :
- « Je me persuade qu'il lui a répugné de montrer Clovis dans le rôle de dupe et que c'est son patriotisme franc qui lui a fait faire ce sacrifice »[8].
- « L'Histoire recommence avec Dagobert I, encore faut-il reconnaître que c'est une sorte de panégyrique »[9].
- « On aurait tort, au surplus, d'attribuer à notre auteur un parti pris national. Ce n'est pas un ennemi de l'Austrasie, c'est plutôt un légitimiste ennemi des usurpateurs, c'est un fidèle de la dynastie mérovingienne, que sa fidélité n'empêche pas de juger librement les hommes »[10].

Selon Bruno Dumézil, l'auteur de la chronique « n'est que rarement pris au sérieux par les historiens contemporains. Peut-être ne l'aurait-il pas souhaité. Son livre visait probablement à divertir un public aristocratique, et non à faire œuvre d'érudition. À chaque page, on trouve des beuveries et des aventures picaresques, tandis que les ruses énormes alternent avec les bagarres à coups d'épée. Bien sûr, l'auteur condamne avec la dernière énergie les excès du sexe et de la guerre. La noblesse du VIIIe siècle se veut désormais pénétrée des valeurs chrétiennes et réprouve tous les péchés. Mais il y a une évidente complaisance et les épisodes immoraux renvoyés à un passé déjà lointain n'en sont que plus agréables à entendre ».

## Structure et sources du texte
Le Liber historiæ Francorum a fait l'objet d'une étude critique de la part de Godefroid Kurth. Il divise le texte en trois parties :
- une première partie, qui se déroule du IVe siècle à 584, est un résumé de Grégoire de Tours ;
- une seconde partie, de 584 à 700, est issue de documents dont certains ont disparu ;
- une troisième partie, de 700 à 727, reprend les souvenirs personnels de l'auteur et de ses contemporains[12].

La première partie est un résumé des six premiers livres de l'Histoire des Francs de Grégoire de Tours, qui écarte tout ce qui ne se rapporte pas aux Francs ou qui est jugé d'un intérêt faible. Selon Godefroid Kurth, si l'auteur du Liber historiæ Francorum n'a pas utilisé les livres VII à X, ce n'est pas par méconnaissance de ces derniers, mais parce que ces quatre livres ne mentionnent pas d'évènement que l'auteur du Liber a jugé digne d'être repris. En effet, ils ne mentionnent ni mort de souverain ni grande bataille, et le seul évènement d'importance est la révolte de Gondovald, qui n'a pas été couronnée de succès. À ce résumé ont été ajoutées vingt et une informations de nature géographique ou topologique, de qualité et de fiabilité inégales, plus quelques informations issues de sources inconnues comme des légendes populaires ou un catalogue des rois francs indépendant de Grégoire de Tours. Même si l'auteur du Liber historiæ Francorum ne semble pas connaître la chronique de Frédégaire, les deux auteurs semblent avoir puisé dans les mêmes sources, que Godefroid Kurth pense être la tradition populaire. Il semble également que l'auteur du Liber historiæ Francorum a emprunté le nom des quatre nobles francs qui rédigèrent la Loi salique au prologue de cette dernière et un passage sur l'origine des Francs aux Histoires contre les païens de Paul Orose.
La seconde partie est un récit qui est une compilation de plusieurs sources dont certaines ont disparu et d'autres ont été identifiées par Godefroid Kurth. La fin des fils de Childebert II et l'exécution de Brunehilde sont issues d'Isidore de Séville, auteur qui rédigea sa chronique vers 624. L'auteur du Liber historiæ Francorum reprend également la terminologie d'Isidore qui consiste à utiliser le terme de Francs pour désigner les Neustriens à l'exclusion des Austrasiens et des Bourguignons. Ce ne sont pas les seuls apports d'Isidore de Séville, car les Étymologies ont également été mises à contributions. Mais cette seconde partie contient une lacune entre 59 et 629, masquée par des récits issus de la tradition populaire, avant de reprendre avec le règne de Dagobert Ier. La suite du récit, assez précis sur la période d'Ébroïn s'appuie probablement sur des documents aujourd'hui perdus et concernant le règne de Clovis II.

#### Éditions modernes
- Le Livre de l'histoire des Francs depuis leurs origines jusqu'à l'année 721 : Liber Historiae Francorum  (trad. du latin par Nathalie Desgrugillers-Billard), Clermont-Ferrand, Éditions Paléo, coll. « L'encyclopédie médiévale » (no 2), 2007, 291 p. (ISBN 978-2-84909-240-8 et 2-84909-240-1).
- La Geste des rois des Francs : Liber historiæ Francorum  (trad. du latin, texte latin édité par Bruno Krusch ; traduction et commentaire de Stéphane Lebecq), Paris, Les Belles Lettres, coll. « Les classiques de l'histoire au Moyen Âge » (no 54), 2015, XCII-194 p. (ISBN 978-2-251-34305-1).

#### Études
- Godefroid Kurth, Études Franques, vol. 1, Paris, Honoré Champion, 1919, 356 p. (lire en ligne), « Étude critique sur le Liber Historiae Francorum », p. 31-65.
- (en) Richard A. Gerberding, The Rise of the Carolingians and the Liber historiae Francorum, Oxford, Clarendon Press, coll. « Oxford Historical Monographs », 1987, XIV-209 p. (ISBN 0-19-822940-2, présentation en ligne), [présentation en ligne].